# بورت أفينتورا وورلد
بورت أفينتورا وورلد هو منتجع ترفيهي يقع في سالو وفيلا سيكا في مقاطعة طركونة،كتالونيا،إسبانيا وهي أكبر مدينة ترفيهية من حيث عدد الزوار في إسبانيا والسادسة في أوروبا.